# Вальмерод
Вальмерод (нім. Wallmerod) — громада в Німеччині, розташована в землі Рейнланд-Пфальц. Входить до складу району Вестервальд. Центр об'єднання громад Вальмерод.
Площа — 2,66 км2. Населення становить 1417 ос. (станом на 31 грудня 2020).

## Галерея

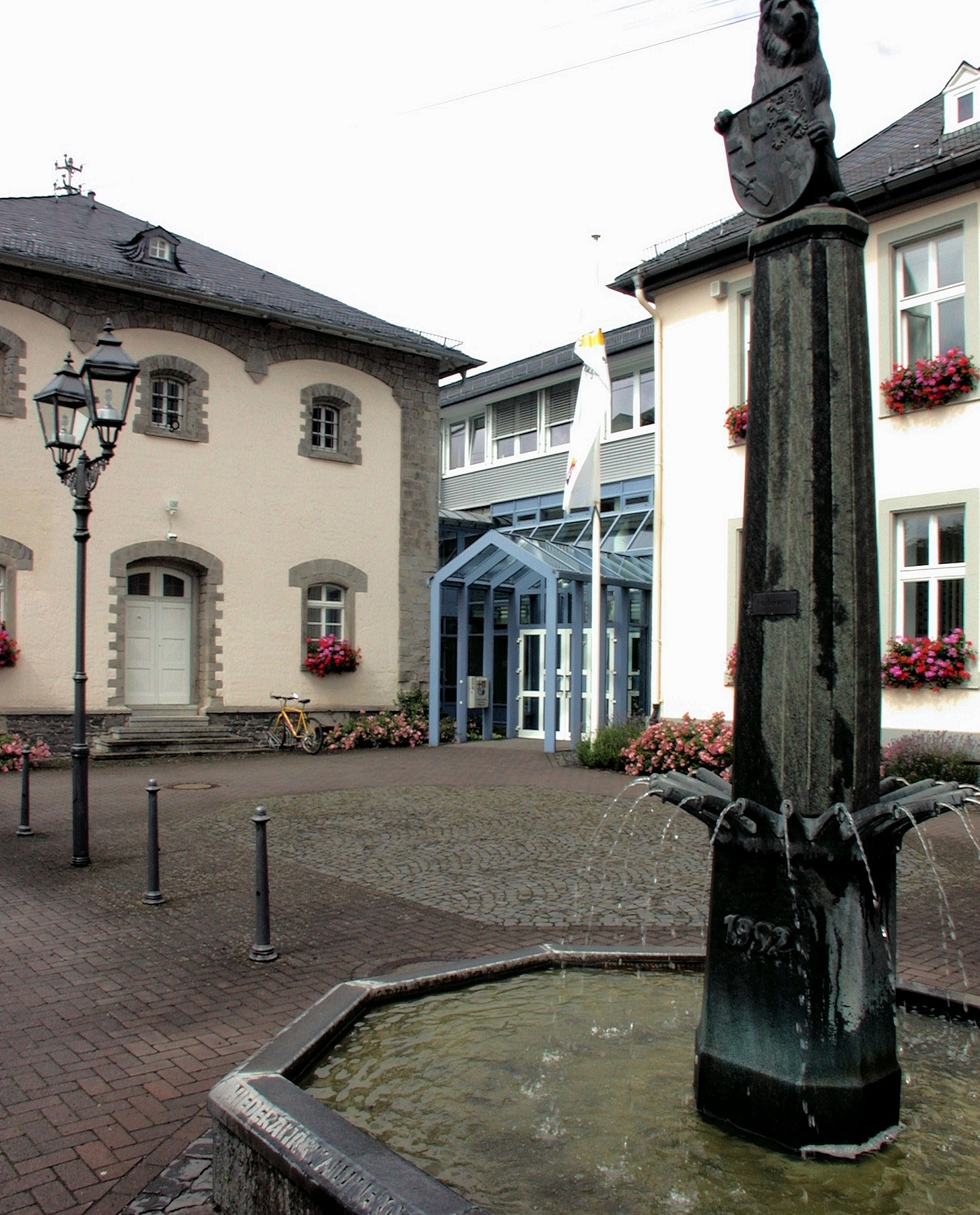
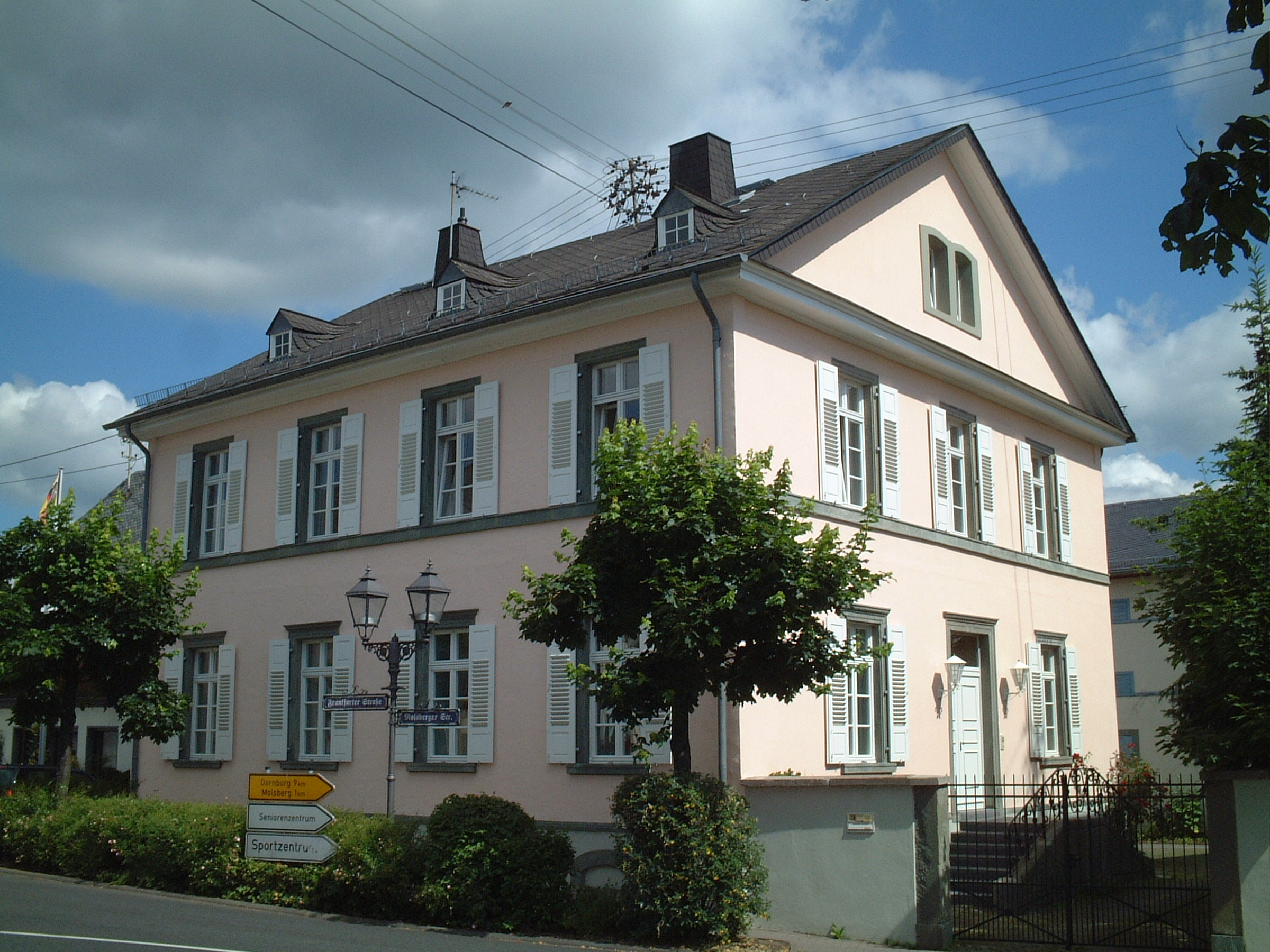
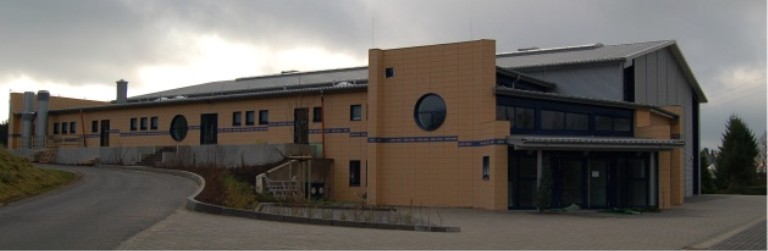